# Thank You Aimee
«Thank You Aimee» (стилизованная как «thanK you aIMee») — песня американской певицы и автора-исполнителя Тейлор Свифт. Она была выпущена 19 апреля 2024 года на лейбле Republic Records в качестве двадцать четвёртого трека из двойной альбомной версии её одиннадцатого студийного альбома The Tortured Poets Department (2024). Свифт и Аарон Десснер написали трек, а продюсировали его оба вместе с Джеком Антоноффом. Трек в стиле кантри и фолк, его текст рассказывает о том, как справиться с хулиганом-старшеклассником. Из-за лирического содержания и стилизации названия некоторые СМИ интерпретировали «Thank You Aimee» как дисс-трек в адрес Ким Кардашьян. Песня заняла 29-е место в Billboard Global 200 и попала в национальные чарты Австралии, Канады, Новой Зеландии, Португалии и США.

## Предыстория
Тейлор Свифт начала работу над The Tortured Poets Department сразу после того, как представила Republic Records, свой десятый студийный альбом Midnights для выпуска в 2022 году. Она продолжала работать над ним в тайне во время американского этапа тура Eras Tour в 2023 году. Свифт анонсировала альбом The Tortured Poets Department на церемонии вручения премии «Грэмми» 4 февраля 2024 года, принимая награду в номинации «Лучший вокальный поп-альбом» за альбом Midnights (2022).
Свифт выпустила стандартное издание The Tortured Poets Department 19 апреля 2024 года, содержащее шестнадцать треков и четыре разных семнадцатых бонус-трека среди различных вариантов виниловых релизов. Через два часа после релиза Свифт неожиданно выпустила ещё пятнадцать треков в качестве двойного альбома под названием The Tortured Poets Department: The Anthology. Через два часа после выхода The Tortured Poets Department, в полночь по восточному времени 19 апреля, Свифт неожиданно выпустила The Tortured Poets Department: The Anthology, второй том двойного альбома. The Anthology добавила в альбом пятнадцать песен в дополнение к песням первого тома. «Thank You Aimee» — двадцать четвёртый трек из альбома.
У Свифт давняя публичная вражда с американским рэпером Канье Уэстом, которая началась, когда Уэст вышел на сцену и прервал речь Свифт в номинации «Лучшее женское видео» на церемонии MTV Video Music Awards в 2009 году. В 2016 году Уэст выпустил сингл «Famous». Свифт сочла текст песни женоненавистническим и посчитала, что Уэст несправедливо присвоил себе её успех. Несколько месяцев спустя тогдашняя жена Уэста, медиаперсона Ким Кардашьян, опубликовала отредактированные фрагменты видео, на которых запечатлён телефонный разговор между Уэстом и Свифт, из которого следовало, что Свифт одобрила оскорбительный текст песни. Полная версия видео была опубликована в 2020 году и показала, что Свифт в итоге не одобрила некоторые слова Уэста. Эта полемика отчасти вдохновила Свифт на создание шестого студийного альбома Reputation (2017). В 2023 году в интервью по случаю получения премии «Человек года» по версии журнала Time Свифт назвала действия Кардашьян «полностью сфабрикованной подставой, незаконно записанным телефонным разговором, который Ким Кардашьян отредактировала и затем выложила, чтобы сказать всем, что я лгунья».

## Композиция
Песня «Thank You Aimee» занимает 24-е место в трек-листе альбома The Tortured Poets Department: The Anthology. Это трек в стиле кантри и фолк со стилем кантри-поп, инструментированный гитарными струнами. Песня написана в ключе соль мажор в общем времени с темпом 96 ударов в минуту. Вокал Свифт варьируется от G3 до C5. Лирическое содержание направлено на Эйми, персонажа, описанного как старый школьный хулиган. В третьем куплете героиня Свифт благодарит Эйми, говоря ей, что хотя она «написала тысячу песен, которые ты считаешь некрутыми», она «создала наследие, которое ты не можешь отменить», добавляя, что «не было бы этого, если бы не было тебя». В бридже героиня Свифт критикует отсутствие развития у Эйми («Я не думаю, что ты сильно изменилась. И поэтому я изменила твоё имя и все настоящие определяющие признаки»).
Из-за лирического содержания и стилизации названия, в котором заглавными буквами написано «Ким», многие СМИ предположили, что «Thank You Aimee» — это дисс-трек, направленный против Кардашьян; некоторые посчитали, что Свифт не стоит вспоминать давно ушедшую вражду. Ким Кардашьян, предполагаемая цель песни, сказала, что Тейлор следует «двигаться дальше».

## Участники записи
По данным Tidal.
- Тейлор Свифт — вокал, автор песен, продюсер
- Аарон Десснер — продюсер, автор песен, программирование ударных, электрогитара, фортепиано, синтезаторы
- Джек Антонофф — продюсер, инженер звукозаписи, программирование, виолончель, перкуссия, ударные, электрогитара, бэк-вокал
- Сербан Генеа — аудиосведение
- Брайс Бордоне — микс-инженер
- Джонатан Лоу — инженер звукозаписи
- Рэнди Меррилл — мастеринг

## Чарты
| Чарт (2024)                                  | Высшая позиция |
| -------------------------------------------- | -------------- |
| Австралия (ARIA)                             | 28             |
| Канада (Billboard Canadian Hot 100)          | 25             |
| Мир (Billboard Global 200)                   | 29             |
| Греция (IFPI)                                | 77             |
| Новая Зеландия (Recorded Music NZ)           | 29             |
| Португалия (AFP)                             | 97             |
| Швеция (Heatseeker, Sverigetopplistan)       | 2              |
| Великобритания (UK Singles Sales Chart, OCC) | 55             |
| Великобритания (UK Streaming Chart, OCC)     | 33             |
| США (Billboard Hot 100)                      | 23             |